# Fettammer

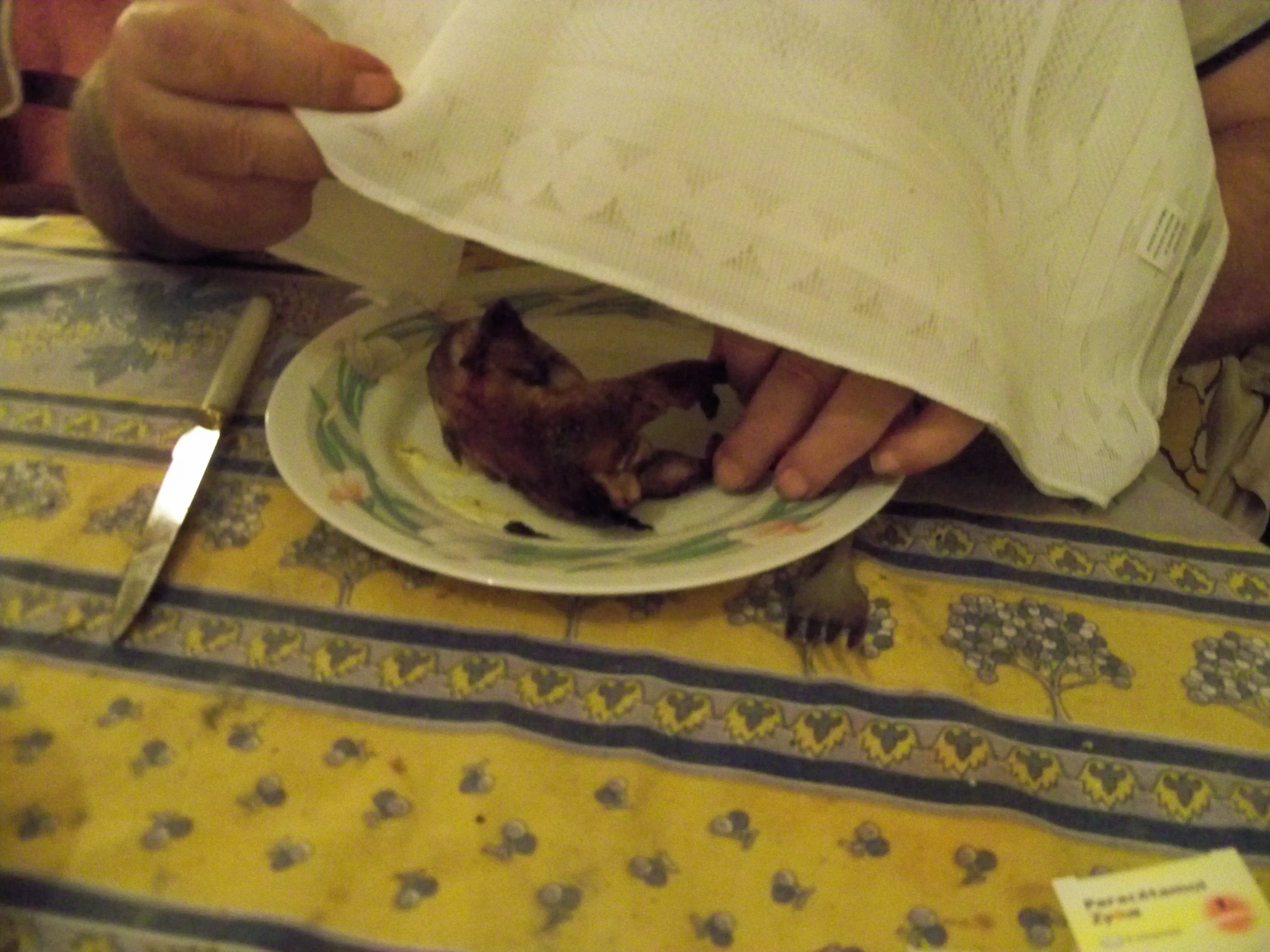
Verzehr einer Fettammer

Fettammer ist ein Geflügelrezept der französischen Küche, für das ein gemästeter Ortolan (eine Ammerart) in Armagnac ertränkt wird.

## Zubereitung und Verzehr
Der Ortolan, ein etwa sperlinggroßer Singvogel, wird gefangen und im Dunkeln oder nach Entfernen seiner Augen etwa 14 Tage lang gemästet. Die Dunkelheit verwirrt den Tag- und Nachtrhythmus des Vogels, sodass er ständig frisst. Er erreicht dann etwa das Dreifache seines ursprünglichen Gewichts. Er wird in Armagnac ertränkt und in einem speziellen kleinen Topf in Fett gegart.
Zum Essen wird der Vogel komplett in den Mund genommen und zerkaut. Dabei stülpt sich der Esser eine Serviette über den Kopf. Zum einen soll die Serviette den Duft nah an Mund und Nase halten, zum anderen gilt es als manierlicher, Tischnachbarn nicht mit dem Anblick und den entstehenden Geräuschen zu belästigen.
Ortolane galten bereits in der Antike als Delikatesse. Da der Bestand an Ortolanen stark zurückgegangen ist und der Vogel unter Artenschutz steht, ist der Fang und Verzehr in Europa heute verboten. In Frankreich ist der Verzehr in wohlhabenden Kreisen dennoch verbreitet.
Alternativ werden auch andere kleinere Singvögel ähnlich zubereitet, da sie einfacher und günstiger zu beschaffen sind. Tierschützer kritisieren das Rezept, da es Tierquälerei ist. Je nach Staat liegt darin möglicherweise auch ein Verstoß gegen das Tierschutzrecht.
Der französische Präsident François Mitterrand war ein Liebhaber von Fettammern.

## Rezeption in der Populärkultur
- In Staffel 3, Folge 6 (The Third Ortolan) der Fernsehserie Billions serviert Wylie Dufresne die illegale Spezialität.
- In der Fernsehserie Succession Staffel 1, Folge 6 wird zur Feier eines hohen Zahltages und als Machtbeweis ein Ortolan im Restaurant gegessen.
- In der Serie Hannibal Staffel 2, Folge 11 (Wangenrot) serviert Hannibal Lecter William Graham die Delikatesse als Teil eines Initiationsritus und zur Verdeutlichung seiner Weltsicht.
- In der Zeichentrickserie American Dad Staffel 7, Folge 1 (Der Soldat Steve Smith) verlangt Roger von Francine, einen Ortolan für ihn zuzubereiten.
- In der Serie Brooklyn Nine-Nine Staffel 1, Folge 16 (Hier springt einem das Niveau aus jedem Winkel entgegen) wird der Verzehr von Ortolanen als Delikatesse erwähnt.
- Im Krimi Rotes Gold. Ein kulinarischer Krimi. Xavier Kieffers zweiter Fall. von Tom Hillenbrand serviert der imaginäre Pariser Bürgermeister Francois Allégret der Hauptfigur, dem Luxemburger Koch Xavier Kieffer, einen Ortolan. Dieser symbolisiert nach Ansicht Allégrets die „Seele Frankreichs“. Durch den Verzehr soll Kieffer beweisen, dass er in kulinarischen Dingen ein Franzose ist, „kein Deutscher oder Belgier“.[2]
- Im Computerspiel Call of Duty: WWII erzählt der SS- und Polizeiführer Heinrich der Protagonistin Camille „Rousseau“ Denis davon, dass er sich zwar nach seiner Ausreise aus Paris zurück nach Deutschland sehne, aber das französische Essen vermissen werde. Dabei schildert er detailliert und für ihn genussvoll die Zubereitung des Ortolans als Fettammer.
- Der Rapper Nico Seyfrid der Hip-Hop-Gruppe K.I.Z nannte in einer inszenierten Pressekonferenz den Fettammer auf die Frage eines angeblichen Journalisten, welches Essen er wäre, wenn er ein Essen wäre.[3]
- Im Buch Der Hund von Akiz, Verlag Hanserblau, 2020, der in einem fiktiven Feinschmeckerrestaurant spielt, wird detailliert beschrieben, wie die Fettammer zubereitet wird.
- In Folge 3 der 4. Staffel der Serie The Grand Tour: „Carnage A Trois“ spielt James May auf die Art einen Ortolan zu essen an, in dem er in jeder Szene, in der Essen gezeigt wird, mit dem weißen Tuch über dem Kopf ohne Dialog gezeigt wird.
- In Folge 2 der 1. Staffel der Serie Das Rad der Zeit wird am Beginn der Folge ein Ortolan verzehrt.
- In Folge 202 des Podcastes Gemischtes Hack findet der Ortolan Erwähnung, und Tommi Schmitt erklärt dessen Zubereitung.
- Im Buch Nachmittage von Ferdinand von Schirach (in Dreiundzwanzig) hat eine Musikerin ein traumatisches Erlebnis, als bei einem Abendessen Ortolane serviert werden.
- In der Serie Another Period, Staffel 2, Folge 3 (Der Prinz und der Bettelknabe) verspeisen die Bellacourt Schwestern gemeinsam mit einem Prinzen einen Ortolan, mit den Köpfen unter einer Serviette
- Auf dem Track "ABCDEFM" der Berner Rapcrew Eldorado FM rappt Dezmon Dez: "isse Ortolan uf porzelan in portugal".
- Soko Stuttgart Staffel 15 Folge 21, das Mordopfer hatte Fettammern für ein Geschäftsessen bestellt. Starkoch Nelson Müller erklärt das Gericht und die Zubereitung der verbotenen Speise in der Folge.
- In der Serie Victoria Staffel 2 Episode 5 werden der Königin zwei Ortolan serviert.